# Kalawle
Kalawle (ook: Kalowle) is een gehucht in het District Lughaye, regio Awdal, in de niet-erkende staat Somaliland (en dus juridisch nog steeds gelegen in Somalië).

Kalawle ligt midden in een uitgestrekte, vlakke woestijnsteppe waar nomaden rondtrekken met vee, de zgn. ‘Banka Geeriyaad’ (vlakte des doods); 18 km ten zuidwesten van de districtshoofdstad Lughaye en 18,5 km van de kust van de Golf van Aden.
In en rond Kalawle liggen twee terreinen waarvan bekend is of vermoed wordt dat er antipersoneelsmijnen liggen.

## Klimaat
Kalawle heeft een woestijnklimaat. De gemiddelde jaartemperatuur is 29,7 °C. Juli is de warmste maand, gemiddeld 35,1 °C; januari is het koelste, gemiddeld 25,8 °C. De jaarlijkse regenval bedraagt ca. 71 mm (ter vergelijking: in Nederland ca. 800 mm). Er is geen sprake van echte regenseizoenen; er valt het hele jaar weinig neerslag; nooit meer dan max. ± 11 mm per maand (augustus). De jaarlijkse neerslag fluctueert overigens aanzienlijk.